# Robert Woodrow Wilson
Robert Woodrow Wilson (Houston, Texas, 10 de enero de 1936) es un físico  y radioastrónomo estadounidense.
En 1978, ganó el Premio Nobel de Física, junto con Arno Allan Penzias, por su descubrimiento accidental en 1964 de una radiación de origen entonces desconocido que un año más tarde identificaron como radiación cósmica de fondo de microondas o CMB, que ayudó a establecer la teoría cosmológica del Big Bang. (El Premio Nobel de 1978 fue compartido con Piotr Leonídovich Kapitsa por un trabajo diferente.)
Mientras investigaban en los Laboratorios Bell en Holmdel, Nueva Jersey, emisiones de radio de un anillo de gas en la Vía Láctea encontraron una fuente de ruido procedente de todas las direcciones del universo que no podían explicar. Era una inusual radiación de fondo que parecía impregnar el cosmos de manera uniforme y que correspondía a una temperatura de 3 Kelvin. Luego de descartar numerosas otras posibilidades, el ruido fue finalmente identificado como CMB (cosmic microwave background radiation o radiación de fondo de microondas), lo cual confirmaba supuestos planteados por la teoría del Big Bang.
En 1970, Wilson dirigió un equipo que realizó la primera detección de una línea espectral rotacional de monóxido de carbono (CO) en un objeto astronómico, la Nebulosa de Orión y otras ocho fuentes galácticas. Posteriormente, las observaciones de CO se convirtieron en el método estándar para rastrear gas interestelar molecular frío, y la detección de CO fue el evento fundamental para los campos de la astronomía milimétrica y submilimétrica.
Wilson se graduó en la Universidad de Rice y tiene un postgrado del Instituto Tecnológico de California.

## Vida y obra

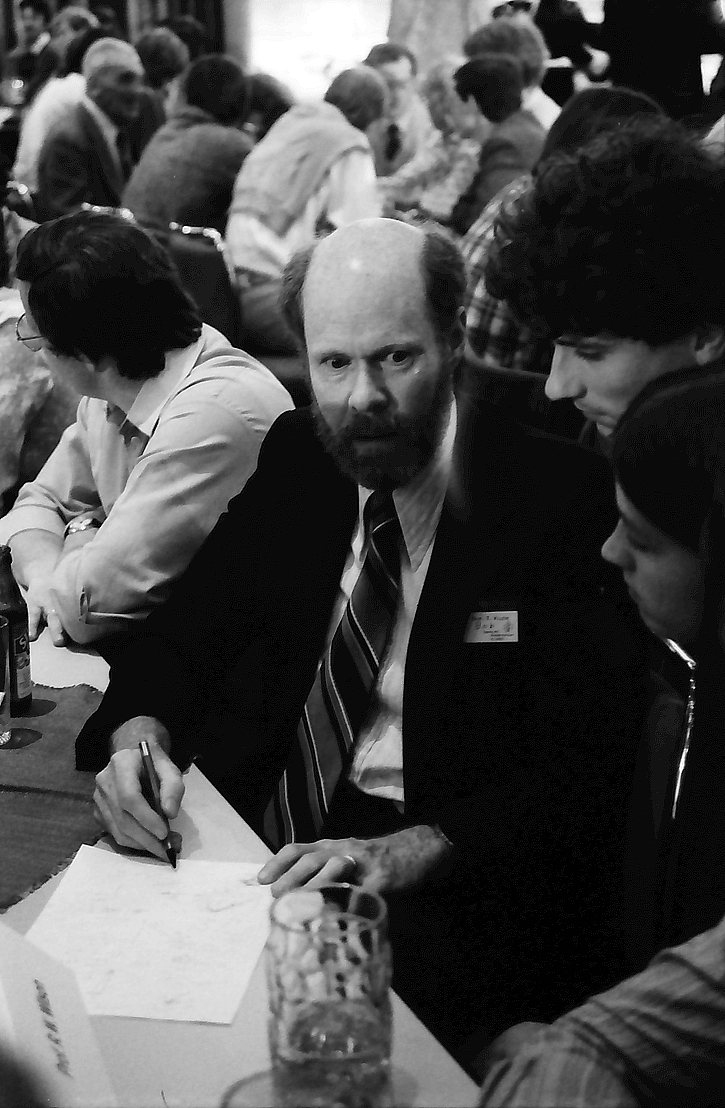
Robert Woodrow Wilson en 1982 en una "noche de estudiantes" hablando con estudiantes.

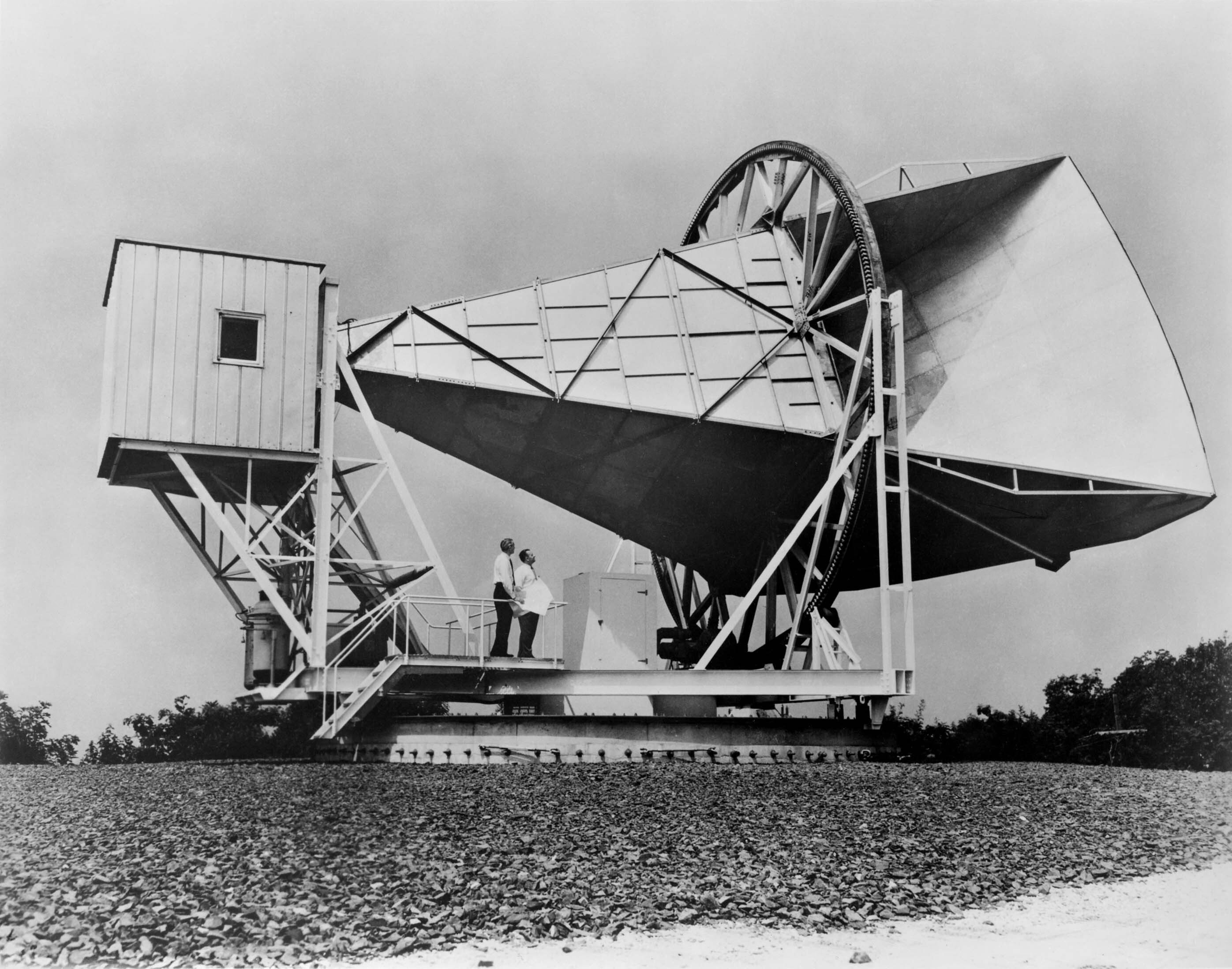
Arno Penzias y Wilson ante la antena de cuerno Holmdel de 15 metros con la que observaron su descubrimiento más notable.

Robert Woodrow Wilson nació el 10 de enero de 1936 en Houston, Texas. Se graduó en el Lamar High School en River Oaks, en Houston, y estudió en la Universidad Rice, también en Houston, donde ingresó en la sociedad Phi Beta Kappa.[cita requerida] Después, en 1962, se doctoró en Física en el Instituto Tecnológico de California.
Wilson y Penzias también ganaron la Medalla Henry Draper de la Academia Nacional de Ciencias en 1977. Wilson recibió el Premio Golden Plate de la American Academy of Achievement en 1987.
Wilson permaneció en los Laboratorios Bell hasta 1994, cuando fue nombrado científico principal en el Centro Harvard-Smithsonian de Astrofísica en Cambridge, Massachusetts.
Wilson ha sido residente del municipio de Holmdel Township, Nueva Jersey.
Wilson se casó con Elizabeth Rhoads Sawin en 1958.
Wilson es uno de los veinte estadounidenses galardonados con el Premio Nobel de Física que firmaron una carta dirigida al presidente George W. Bush en mayo de 2008, en la que le instaban a "revertir el daño causado a la investigación científica básica en el proyecto de ley de asignaciones ómnibus del año fiscal 2008", solicitando financiación adicional de emergencia para la Oficina de Ciencia del Departamento de Energía de los Estados Unidos, la Fundación Nacional de la Ciencia y el Instituto Nacional de Normas y Tecnología.
Wilson fue elegido miembro de la American Philosophical Society en 2009.

## Otros aspectos
Su posición religiosa es el agnosticismo.